# بيناكوتيكا دي بريرا
بيناكوتيكا دي بريرا هو المعرض الرئيسي للوحات في ميلانو،إيطاليا ويحتوي على واحدة من أهم مجموعات اللوحات الإيطالية.